# Abuz asupra copilului

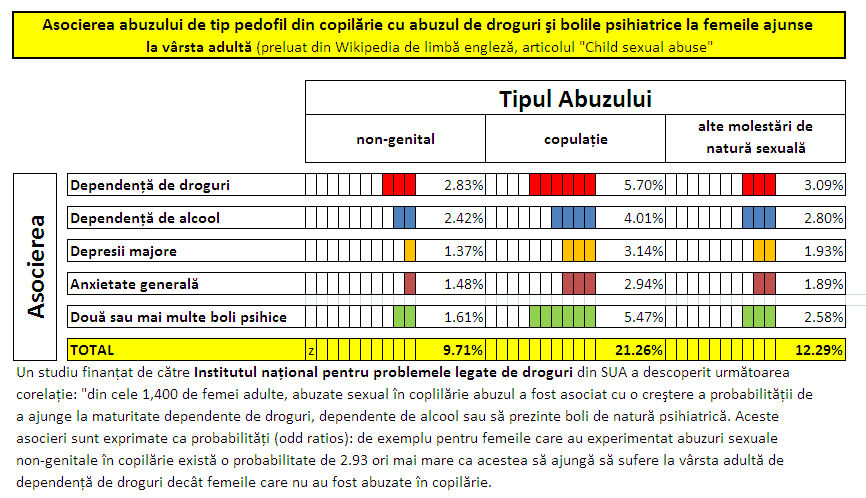
Incidența Statistica din SUA cu privire la abuzurile de tip pedofil asupra fetițelor

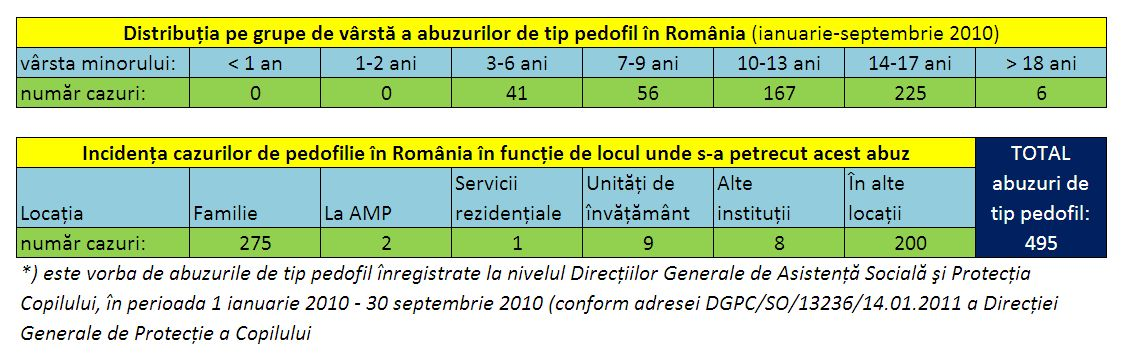
Incidența Abuzurilor de tip pedofil în România în anul 2010 conform DGASPC

Abuzul asupra copiilor este reprezentat de orice formă de violență fizică sau emoțională la care sunt supuși sau expuși copii. În România, Legea 272/2004 privind protecția copiilor încearcă să clarifice aceste aspecte și să ofere suportul legal pentru a identifica cazurile de abuz. Legea oferă un cadru care poate fi folosit stoparea comportamentelor abuzatoare asupra copiilor. O dezvoltare a legii ar trebui să permită evoluția de la acțiuni reactive în caz de abuz către acțiuni preventive care să evite apariția abuzurilor asupra copiilor. Conform acestei legi instituțiile statului sunt obligate să prevină și să protejeze copiii de orice act de violență, abuz fizic, psihic sau sexual împotriva lor. Legea interzice orice fel de pedeapsă fizică sau umilitoare, acasă sau într-o instituție care ar trebui să se ocupe de protejarea sau educația copiilor. Plângerile și sesizările cu privire la abuzuri împotriva copiilor pot fi depuse atât de către copil cât și de către oricare persoană din apropierea copilului care observă semnele unor abuzuri asupra acestora.
Săvârșirea abuzului implică acțiunea voluntară a abuzatorului, care periclitează existența și dezvoltarea copilului, indiferent de existența unui posibil consimțământ al copilului. Există diverse tipuri de abuz: fizic (orice formă de pedeapsă corporală, imobilizarea fizică, reducerea alimentației), emoțional (rejectarea, intimidarea verbală prin diverse amenințări, abuzul verbal prin adresarea unor injurii sau cuvinte umilitoare, izolarea, interzicerea contactului cu propria familie etc.), sexual (act sexual cu copii, implicarea copiilor în producția, răspândirea, distribuirea unor materiale pornografice, expunerea organelor sexuale ale copiilor în scopuri sexuale, prezentarea unor materiale pornografice copiilor, realizarea unor acte sexuale în prezența copiilor). Aceste forme de abuz pot fi asociate și cu neglijarea copilului sau cu diverse forme de exploatare a acestuia. Abuzul se referă la orice formă de violența intenționată împotriva copilului sau orice tratament dăunător care nu implică întotdeauna violentă.
Studiile în domeniu au relevat consecințele pe termen lung ale abuzului asupra copiilor, concretizate în manifestări violente sau antisociale ale acestora în perioada vieții de adult și riscul reproducerii acestor comportamente violente.. Abuzul asupra copilului presupune existența unor relații prin care abuzatorul deține controlul sau poate influența/manipula acțiunile copilului și, în contextul realizării acestor relații, pune în pericol, în mod voit și conștient, integritatea, dezvoltarea, sănătatea sau viața copilului. 

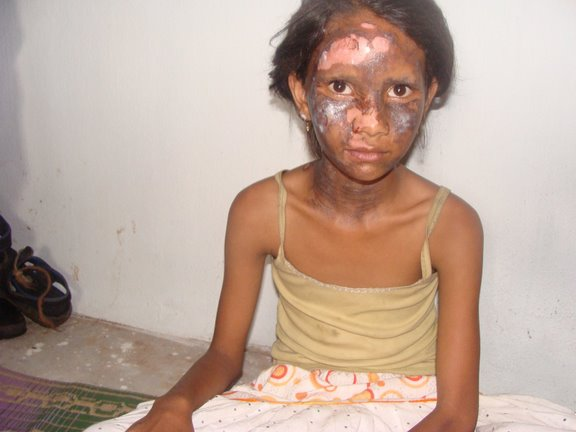
fetiță arsă în cursul unor violențe din India în August 2008

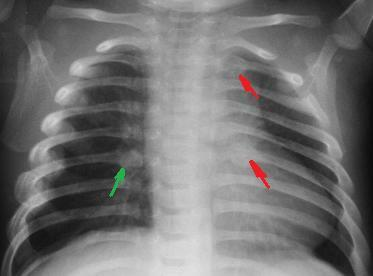
Fractură de coaste la un infant, ca urmare a unui abuz asupra sa

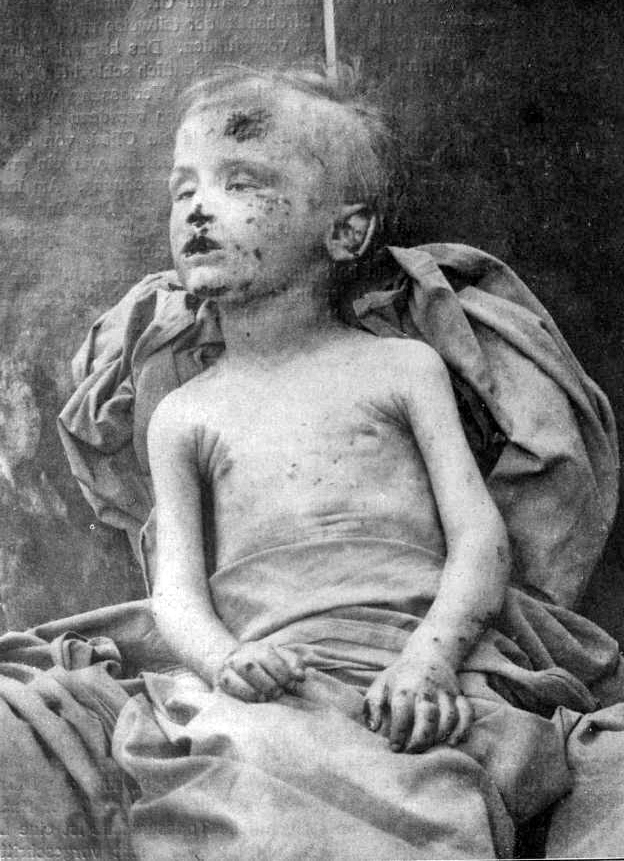
Baiețel abuzat sexual, (poză dintr-o publicație din anul 1910)

#### Abuzul fizic
Abuzul fizic (denumit și violență fizică ) constă în atingeri sau contacte fizice dureroase ne-accidentale, inclusiv în intimidarea fizică îndreptată asupra copilului (de exemplu gestul cuiva de a ridica mâna asupra unui copil). Abuzul fizic este reprezentat de acele traume fizice (care pot sa varieze în intensitate de la mici vânătăi la fracturi sau chiar moartea minorului) ca rezultat al înțepării, pălmuirii, lovirii, mușcării, scuturării, îmbrâncirii, aruncării, sufocării, lovirii (cu mâna, cu piciorul sau alt obiect contondent), arderii, legării, încătușării, sechestrării, cauzate de din partea persoanei abuzatoare; aceste traume sunt considerate abuz indiferent dacă persoana abuzatoare a intenționat să rănească copilul sau nu. Fapta unei persoane adulte de a asista fără să intervină la aplicarea violenței sau de încuraja aplicarea violenței asupra copiilor pe care îi are în îngrijire, violență aplicată de către alți minori (ca de exemplu frații mai mari ce lovesc frații mai mici sau colegii mari din colectivitate ce lovesc pe colegii mai mici) este de asemenea considerată o formă de abuz fizic. Violența în familie este definită de Legea nr. 217/2003 (bibliografia) actualizată și se referă la violența îndreptată împotriva oricărui membru al familiei.

#### Violența în scop educativ
O problemă deosebit de importantă este legată de violența exercitată de părinți sau educatori cu scop așa-zis educativ, care, în conformitate cu prevederile Legii 272/2004 este interzisă . Textul Legii 272/2004 interzice în mod explicit aplicarea oricăror pedepse fizice precum și privarea copilului de drepturi care îi pot pune în pericol viața și dezvoltarea, oriunde și în orice context se află copilul. Articolul stabilește dreptul copilului de a-i fi respectată demnitatea și integritatea ca persoană, de a fi protejat împotriva oricăror forme de abuz fizic sau alte acte care îl pot pune în pericol în familie (naturală sau substitutivă) sau în orice instituție în care se află copilul (creșă, grădiniță, școala, centru de plasament etc.). Chiar dacă unele pedepse fizice sunt apreciate ca fiind ușoare, efectele emoționale pe care acestea le pot produce pot fi pătrunzătoare și de durată, astfel încât nu se poate recomanda o soluție a pedepselor corporale ,,ușoare și acceptate“ (citat din manualul de implementare al legii 272/2004)

A se vedea și manualul "Abolirea Pedepsei Corporale Aplicarea Copiilor" editat de către Consiliul Europei

#### Abuzul sexual
Abuzul sexual (denumit și violență sexuală) constă în comentarii jignitoare la adresa copilului, hărțuirea sexuală, atingeri sau aluzii neplăcute, diverse injurii, propuneri indecente, atingerea sau mângâierea organelor genitale ale copilului, penetrearea sexului sau anusului copilului, expunerea organelor sexuale ale abuzatorului în fața copilului, obligarea sau încurajarea copilului să mângâie organele sexuale ale abuzatorului, obligarea minorului de a viziona materiale care conțin pornografie; forțarea minorilor sub 18 ani să aibă contacte sexuale cu alte persoane indiferent dacă este vorba de alți minori sau de adulți  sau mutilarea organelor genitale ale copiilor . Câteva categorii de abuz sexual sunt: violul (actul sexual împotriva voinței copilului), pedofilia (atracția sexuală a unui adult față de copii) și respectiv incestul (legătura sexuală între părinți și copii sau între frați și surori). Codul Penal definește actele de violență sexuală care constituie infracțiuni și sunt pedepsite ca atare, respectiv violul (art. 218 CP), agresiunea sexuală (art. 219 CP), actul sexual cu un minor (art. 220 CP), racolarea minorilor în scopuri sexuale (art. 222 CP), corupția sexuală (art. 221 CP), și incestul (art. 377 CP). Abuzurile sexuale sunt prevăzute și de către Convenția de la Lazanrote (art. 23 – Acostarea copiilor în scopuri sexuale, art. 22 – Coruperea copiilor, art. 18 – Abuzuri sexuale).

#### Abuzul emoțional
Abuzul emoțional (denumit și abuz psihologic sau violență psihologică) se poate manifesta prin înjurături, proferarea de amenințări, intimidări, uciderea sau maltratarea animalelor domestice preferate ale copilului, insulte, poreclire, izolare, ignorare, respingere, indiferență, folosirea de apelative sau etichetări denigratoare, etc. Amenințarea cu violența fizică este de asemenea un abuz psihologic. Violența fizică, verbală sau denigrarea îndreptată asupra altui membru al familiei precum și violența fizică sau asupra animalului de companie al copilului sau distrugerea jucăriilor acestuia cu intenția de a îi crea acestuia o suferință, sunt și ele forme de manifestare a abuzului emoțional. În majoritatea cazurilor abuzul emoțional însoțește formele de abuz fizic. Copilul simte că nu este iubit, apreciat sau respectat. Un caz particular de abuz emoțional este abuzul alienator;

#### Abuzul alienator
Abuzul alienator  reprezintă înstrăinarea copilului de persoanele, animalele sau lucrurile de care s-a atașat emoțional. Interzicerea de către persoana abuzatoare a accesului minorului la persoanele, animale sau lucrurile respective sau a legăturilor emoționale pe care acesta ar fi normal să aibă cu anumite persoane semnificative din viața acestuia. Un caz special este fenomenul alienării părintești în care persoana abuzatoare denigrează pe o altă persoană (persoana țintă) în fața minorului. Alienatorul are așteptări nerealiste de la copil pretinzându-i să coopereze la campania de denigrare împotriva persoanelor țintă. El condiționează minorului îngrijirea sau oferirea de afectivitate în funcție de comportamentul pe care îl pretinde de la copil cu privire de persoanele țintă. Astfel alienatorul își „retrage" afecțiunea pentru copil atunci când acesta nu participă la campania de denigrare persoanelor țintă respectiv „recompensează” copilul atunci când acesta acceptă să participe la campania de denigrare. Cazuri particulare de abuz alienator sunt reprezentate de nerespectarea de către părintele custodian a programului de legături personale decis de către instanță sau răpirea internațională de minori (scoaterea ilegală din țară a minorului). Partea vizibilă a abuzului de tip alienator care se manifestă prin nerespectarea programului de legături personale este pedepsită de lege. 

#### Abuzul Verbal
Abuzul verbal (denumit și violență verbală) reprezintă o formă de abuz emoțional și respectiv de tratament umilitor în care adulți sau grupuri de copii și adulți folosesc cu privire la minor apelative care îl desconsideră și care îl umilesc. Conform legii 272/2004 „Sunt interzise tratamentele umilitoare, poreclele, catalogările privarea de hrană etc. Prin urmare, în familie și în toate instituțiile publice și private care au în îngrijire copii sunt interzise pedepsele corporale și tratamentele umilitoare..Înjurăturile la adresa copilului sau folosirea unui limbaj obscen la adresa lui reprezintă, de asemenea, tot forme de violență verbală și sunt extrem de dăunătoare, putând lăsa traume psihice asupra copilului.

#### Abuzul de substanțe periculoase
Abuzul de substanțe periculoase - Acest tip de abuz apare datorită expunerii copilului nenăscut (sau a sugarului care este alăptat la sân) la factori risc din cauza faptului ca mama consumă substanțe ilegale care pot cauza traume fătului (respectiv sugarului). Obligării minorului acestuia de a bea băuturi alcoolice sau de a înghiți tranchilizante pentru a obține calmul ori somnul copilului se încadrează de asemenea în această categorie. Folosirea de către părinte sau persoana care îngrijește copii de substanțe care afectează abilitatea respectivei persoane de a se îngriji de copil. De asemenea producerea de alcool, droguri sau alte substanțe psihotrope în prezenta copilului, vânzarea sau distribuirea gratuită către un minor de alcool, droguri, sau alte substanțe psihotrope, încurajarea minorilor de a consuma alcool, tutun, droguri, substanțe psihotrope sau a altor substanțe pseudo-psihotrope. Obligarea copilului să trăiască într-un mediu toxic sau care îl obligă pe acesta să fumeze pasiv. Orice comportamente din partea vreunui adult care susține consumul de alcool, produse de tutun, droguri sau alte substanțe psihotrope sau pseudo-droguri în rândul minorilor. Vânzarea de țigări către minori.

### Categoria 2: relele tratamente
Relele tratamente reprezintă privarea intenționată a copilului de drepturile sale, sau de satisfacerea nevoilor personale esențiale, de natură să pună în pericol viața, dezvoltarea fizică, mentală, spirituală, morală sau socială, integritatea corporală, sănătatea fizică sau psihică a copilului. Potrivit art, 197 din Codul Penal, infracțiunea de rele tratamente aplicate minorului este definită ca fiind "punerea în primejdie gravă, prin măsuri sau tratamente de orice fel, a dezvoltării fizice, intelectuale sau morale a minorului, de către părinți sau de către orice persoană căreia minorul i-a fost încredințat spre creștere și educare (...)". Potrivit prevederilor art. 3 al Convenției Europene a Drepturilor Omului, „nimeni nu poate fi supus torturii sau tratamentelor și pedepselor inumane sau degradante”. Principalele rele tratamente sunt:

#### Tratamentele inumane
Privarea de mâncare sau băutură, privarea de medicamentele necesare sau neacordarea tratamentului prescris de către medic atunci când lipsirea copilului de acest tratament poate înrăutăți starea de sănătate a copilului, privarea de somn, privarea de îmbrăcăminte, legarea și sau închiderea copilului într-o camera friguroasă, privarea de dreptul la joaca și recreere, privarea de dreptul de a merge la scoală, etc. Neasigurarea unor minime condiții de locuit, a unor facilități sanitare adecvate, a unei îmbrăcăminți adecvate, ne asigurarea unui pat unde copilul poate sa doarmă reprezintă de asemenea forme de tratament inuman 

#### Tratamentele degradante
Legea nu prevede o definiție clară a tratamentelor degradante deși le amintește în textul legii la art 28: „Sunt interzise tratamentele umilitoare, poreclele, catalogările privarea de hrană etc.  Tot aici se încadrează abuzurile verbale care constau în denigrarea copilului (jigniri, etichetări) indiferent dacă este făcută în particular sau în public, în fața altor persoane (se suprapune cu noțiunea de abuz emoțional.. Conform LADO Tratamentul este degradant atunci când în opinia victimei sau a celor din jur, ea a suferit „umilire sau înjosire care a atins nivelul minim de severitate” nivelul respectiv fiind stabilit de la caz la caz..

#### Tratamentele crude
Legea nu prevede o definiție clară deși le amintește în textul legii. Abuzurile fizice repetate în general ar trebui să se încadreze în această categorie. Expunerea intenționată a minorului la imagini statice sau în mișcare care arată comportamente de violență extremă asupra altor ființe s-ar putea încadra în această categorie. 

### Categoria 3: Neglijarea
Prin neglijarea copilului se înțelege omisiunea a unei persoane care are responsabilitatea creșterii, îngrijirii sau educării copilului de a lua orice măsură subordonată acestei responsabilități, fapt care pune în pericol viața, dezvoltarea fizică, mentală, spirituală, morală sau socială, integritatea corporală, sănătatea fizică sau psihică a copilului (frazarea exactă a legii 272/2004). Neglijarea apare atunci când involuntar părinții, sau persoanele în grija cărora te afli nu acordă îngrijirea, educația de care are nevoie copilul și pun astfel în pericol dezvoltarea acestuia pe unul sau mai multe din planurile menționate anterior. Dacă omisiunea este voluntară atunci se încadrează la categoria rele tratamente. 

#### Neglijare fizică
Neglijența părinților sau a persoanelor care au în grijă copii de a le asigura acestora nevoia de somn, mâncarea sau băutura necesară, de a le asigura acestora îmbrăcămintea adecvată condițiilor meteorologice și respectiv a adăpostului pentru copil, legarea și/sau închiderea copilului într-o cameră întunecoasă sau friguroasă, lăsarea copilului nesupravegheat în casă sau pe stradă. Copiii sub 8 ani nu ar trebui lăsați nesupravegheați nici măcar în casă sau în curtea casei. Un caz particular este abandonul.

#### Abandonul
Abandonul reprezintă fapta persoanei care are un copil în îngrijire de a lăsa un copil singur în circumstanțe în care copilul poate suferi daune serioase. 

#### Neglijare medicală
Neglijare medicală este reprezentată de inacțiunea părinților sau a persoanelor care au în grijă copii de a acorda tratamentul medical prescris al unui copil, fără de care minorul ar putea suferi o deteriorare a stării sale de sănătate; Neglijența părinților sau a persoanelor care au în grijă copii de a duce copilul la consultațiile doctorilor în cazul în care observă o deteriorare a stării de sănătate a copiilor sau astfel se periclitează recuperarea abilităților copilului (de exemplu neacordarea de către părinte a posibilității de a fi îndrumat de către un specialist logoped); 

#### Neglijare educațională
Neglijare educațională este legată de interzicerea sau ne-asigurarea posibilității unui copil de a merge la școală. Privarea la dreptul la joacă și la recreere este tot o neglijare educațională; Neglijarea educațională este pedepsită de Codul Penal conform cu art. 380 CP.

#### Neglijarea emoțională
Neglijarea emoțională apare, de exemplu, dacă persoana abuzatoare nu este receptivă la nevoile emoționale ale copilului, dacă nu îi acordă copilului în dificultate posibilitatea de a fi văzut de un psiholog, de un specialist logoped, etc.;

#### Expunerea la substanțe dăunătoare
Obligarea copilului să fumeze pasiv, prin ne luarea măsurilor de prevenire a acestei situații; comportamentul adulților de a lăsa la îndemâna copiilor chiar și supravegheat) substanțe psihotrope, alcool, substanțe otrăvitoare sau medicamente care ingerate pot să pună în pericol sănătatea copilului; Exemplu[nefuncțională]

#### Expunerea la obiecte periculoase
Comportamentul adulților de a lăsa la îndemâna copilului (chiar și supravegheat) materiale inflamabile, obiecte tăioase sau foarte fierbinți, pungi de plastic sau jucării ce conțin componente periculoase (de exemplu copiilor sub 3 ani nu ar trebui să li se permită să se joace cu jucării compuse din elemente foarte mici care ar putea fi înghițite și ar putea astfel să provoace sufocarea minorilor);

#### Expunerea la cruzimi
Neluarea de către persoana care are responsabilitatea creșterii, îngrijirii sau educării copilului a precauțiilor necesare pentru prevenirea expunerii copilului la acțiuni, imagini statice sau în mișcare care reprezintă violențe extreme îndreptate asupra altor oameni sau animale inclusiv pornografie extremă.

### Categoria 4: exploatarea
Reprezintă acele acțiuni ale părinților sau persoanelor care au copii în îngrijire, acțiuni îndreptate spre obținerea de avantaje economice de pe urma relației de autoritate dintre ei și copiii lor. Poate îmbrăca diferite forme:

#### Traficul de minori
Traficul de minori infracțiune prevăzută în Legea nr. 678/2001, actualizată. Traficul se face cu scopul exploatării economice. Traficul de minori este pedepsit conform art. 211, 216 CP.

#### Exploatarea economică
Reprezintă constrângerea minorilor la muncă ce comportă risc sau poate compromite educația ori să dăuneze dezvoltării sale fizice, mentale, spirituale, morale sau sociale. Poate lua diferite forme: 
- Obligarea la muncă a minorilor aflați sub limita legală de a munci se pedepsește conform art. 212 CP [10]
- Cerșetoria - Obligarea, încurajarea sau tolerarea fenomenului de obținere de bani de către minori prin apelarea la mila publică. Cerșetoria este pedepsită conform art. 214 și 215 CP[10].
- Vânzarea copiilor de către părinți sau rude către terți pentru a fi folosiți la muncă
- Utilizarea minorilor pentru comiterea de infracțiuni - Incitarea minorilor (care nu răspund penal) pentru furt sau fraudă de orice fel, folosirea minorilor (care nu răspund penal) pentru furt sau fraudă; Folosirea copiilor (care nu răspund penal) pentru producția, transportul, traficul sau distribuirea de substanțe psihotrope;

#### Exploatarea militară
- Exploatarea militară reprezintă implicarea copiilor în operațiuni militare (spionaj, călăuză, curier, etc.) indiferent dacă e făcută benevol sau în schimbul unei sume de bani (în România, art. 77 din legea 272)

#### Exploatarea sexuală
- Exploatarea sexuală (sau proxenetismul) reprezintă obligarea minorului să se prostitueze; filmarea sau fotografierea copilului pentru a produce materiale cu caracter pornografic. Proxenetismul este pedepsit de către art 213 CP[10]. de asemenea exploatarea minorilor în scopuri sexuale este definită de către Convenția de la Lazanrote (art. 21 – Infracțiunile legate de participarea unui copil la spectacole pornografice, art. 20 – Infracțiuni referitoare la pornografia infantilă și art. 19 – Infracțiuni referitoare la prostituția infantilă). Această convenție a fost ratificată de România in 2011.[22]

#### Exploatarea imaginii minorului în audio-vizual
Exploatarea imaginii minorului în audio-vizual este de asemenea o formă de abuz. Indiferent dacă este făcută în scopuri economice  sau pentru câștigarea simpatiei publicului  pentru familia minorului această exploatare a imaginii minorului ar trebui interzisă prin lege și, eventualele, situații de risc, atent monitorizate atent de către DGASPC.

## Diferența dintre abuz și violență
În ceea ce privește natura violentei în literatura de specialitate, în trecut se făcea distincție între violență și abuz. Oponenții criminalizării violenței intrafamiliale tind să folosească termenul de abuz al soțului/soției pentru a minimaliza și restrânge incidentul violent la nivelul relațiilor familiale. În același timp, definițiile folosite în textele de lege tind să folosească termenul de violență intrafamilială pentru a putea înscrie acest tip de comportament în rândul compartimentelor cu răspundere penală. Din perspectivă legală, în România ca și în majoritatea țărilor dezvoltate, termenii de abuz și de violență sunt sinonimi.

## Convenții internaționale

### Convenția asupra Drepturilor Copilului
Convenția asupra Drepturilor Copilului adoptată de către Adunarea Generala a Națiunilor Unite la data de 20 noiembrie 1989. Convenția a fost asumată și de România prin adoptarea legii Legea nr. 18/1990 pentru ratificarea Convenției cu privire la drepturile copilului (publicată în Monitorul Oficial nr. 314 din 13 iunie 2001).

### Convenția de la Lanzarote
Convenția de la Lanzarote  pentru protecția copiilor împotriva exploatării sexuale și a abuzurilor sexuale a fost adoptată de Comitetul de Miniștri la data de 11 iulie 2007 în cadrul celei de-a 1002-a reuniune a Delegațiilor Miniștrilor. Ea prezintă detaliat acțiunile pe care statele UE trebuie să le ia pentru prevenirea exploatării sexuale și protejarea victimelor exploatării sexuale . Conform prevederilor art. 3, punctul b) al Convenției de la Lazanrote, din data de 25.10.2007 expresia „exploatare și abuz sexual asupra copiilor” include comportamentele prevăzute la articolele 18-23 din Convenție, respectiv abuzuri sexuale (art. 18), infracțiuni referitoare la prostituția infantilă (art. 19) infracțiuni referitoare la pornografia infantilă (art. 20), infracțiuni levate de participarea unui copil la spectacole pornografice (art. 21), coruperea copiilor (art. 22) și acostarea copiilor în scopuri sexuale (art. 23). Convenția de la Lanzarote a fost ratificata de către România in 2011.

## Incidența abuzurilor asupra minorilor în alte țări
- Conform unui studiu efectuat în Israel, se pare că abuzul sexual asupra copiilor este destul de răspândit, situându-se în jurul cifrei de 25% din populația intervievată [27]
- Se estimează că aproape 53.000 de copii din întreaga lume au murit în anul 2002 ca rezultat al omuciderii. În unele țări industrializate, copii mai mici de un an prezintă un risc de trei ori mai mare de a fi omorâți de mâna propriilor părinți decât copii cu vârste cuprinse între 1 și 4 ani și de două ori al celor de 5-14 ani. Dintre aceștia 42% (22.000) aveau vârste cuprinse între 15 și 17 ani, iar 75% erau băieți.[28]
- Între 80 și 98% dintre copii suferă pedepse fizice în căminurile lor, iar mai mult de o treime au fost expuși unor pedepse fizice severe.[28]
- În fiecare an, între 133-275 de milioane de copii sunt martori ai violenței frecvente între părinții[28].
- Între 20% și 65% dintre copii din țările în curs de dezvoltare au raportat că au fost abuzați fizic și verbal în ultimele 30 de zile[28].
- În Europa Centrală și de Est, 35% din copiii de vârstă școlară au afirmat că au fost bătuți în ultimele două luni[28].
- Într-un sondaj efectuat în 21 de țări, cel puțin 7% până la 36% dintre femei și 29% dintre bărbați au fost abuzați sexual în copilărie.[28]
- În anul 2007, au fost înregistrate de Autoritatea Nationala Pentru Protecția Copilului (ANPDC) aproape 10.000 de cazuri de abuzuri [29]
- World Health Organization estimează că aproximativ 150 milioane de fete și 73 de milioane de baieți sunt obligați an de an sunt supuși la abuzuri de natură sexuală în cursul anului 2002[30].
- Un survey epidiomologic in 21 de țări care au standad de viață mediu și superior a arătat că între 7% și 36% de fete și respectiv între 3% și 29% din baieți au raportat că au fost abuzați sexual în copilăria lor. Intr-o proporție mare tatăl vitreg sau rudele tatălui vitreg au fost persoanele abuzatoare;[31]

## Incidența abuzurilor asupra minorilor în România
- În domeniul studierii abuzului și neglijării copilului, cercetarea românească se află într-un stadiu incipient. Din acest motiv, la nivel național nu există statistici bine documentate ci doar estimări relative ale acestui fenomen. Se poate considera însă că incidența abuzurilor asupra minorilor în România este cel puțin la nivelul celei din țările dezvoltate (SUA, UE, Israel).
- Studiul realizat de organizația Salvați Copiii în anul 2000 indică următoarele forme de rele tratamente asupra copilului: abuz emoțional 90%, abuz fizic 75%. 12% din copii au declarat ca li s-a întâmplat să fie atinși pe părțile intime ale corpului, fără voia lor (deci au fost expuși riscului unui abuz sexual). Cercetarea menționată a fost aplicata unui lot de 233 de copii din medii sociale diferite.
- O imagine orientativă este dată de studiul realizat la Cluj în 1996 de Organizația World Vision International și Catedra de Sociologie și Asistență Socială a Universității Babes-Bolyai (Rotariu, Roth, Mezei, Filipoi, Munteanu și Sabau, 1996). Cercetarea a fost aplicata unor loturi reprezentative de părinți (488) și copii (796 elevi, din clasele V -X), din mediul rural și urban, diverse ca etnie (români, maghiari, romi și germani). Studiul arată o preponderență a violențelor fizice asupra minorilor (peste 25% din copii fiind supuși unor astfel de violențe) dar și existența unor comportamente de tip pedofil asupra a 4.6% din minori (vezi graficul alăturat)
- "Fenomenul abuzului copiilor în familie înregistrează creșteri an de an, începând din 2005. Așa arată o analiză a Autorității Naționale pentru Protecția Familiei și a Drepturilor Copilului (ANPFDC), potrivit căreia, „din totalul victimelor violenței în familie, procentul minorilor s-a dublat în perioada 2005-2008”, ajungând să se tripleze aproape, în 2009. Astfel, dacă în 2005 peste 15% dintre victimele violenței în familie erau minori, în 2006 procentul acestora ajungea la aproape 25%, în 2007 la peste 30%, pentru ca în 2008 să depășească 31% din totalul cazurilor raportate"[32]